# 洪徳寺
洪徳寺（こうとくじ）は、長崎県佐世保市にある仏教寺院（曹洞宗）。山号は飯盛山。

## 歴史
当初、肥前国松浦郡中里村本山に新豊寺として建立された。1565年（永禄8年）に当時相浦川流域を支配していた宗家松浦氏（相神浦松浦氏）の当主松浦親により、居城飯盛城に近い臨済宗寺院の洪徳寺の廃寺跡である現在地に移され、その寺号を引き継ぐ形で現寺号に改められた。

## アクセス
- 松浦鉄道上相浦駅下車、徒歩約12分。
- 西肥バス（させぼバスも含む）「相浦栄町」バス停下車、徒歩約1分。

## 周辺
- 飯盛神社
- 佐世保市役所相浦支所
- 城島健司ベースボール記念館
- 愛宕山